# Сен-Сови
Сен-Сови́ (фр. Saint-Sauvy) — коммуна во Франции, находится в регионе Юг — Пиренеи. Департамент — Жер. Входит в состав кантона Жимонт. Округ коммуны — Ош.
Код INSEE коммуны — 32406.

## География

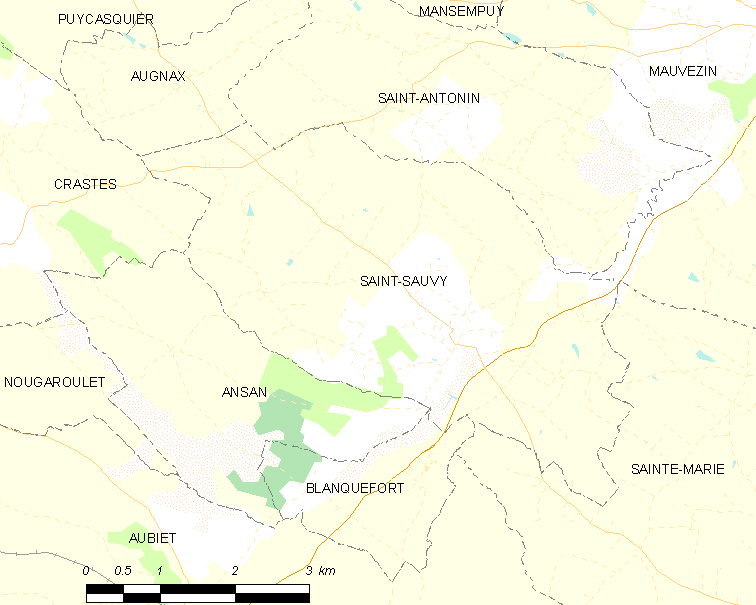
Карта коммуны

Коммуна расположена приблизительно в 590 км к югу от Парижа, в 55 км западнее Тулузы, в 20 км к востоку от Оша.
По территории коммуны протекает река Арратс.

## Климат
Климат умеренно-океанический. Лето жаркое и немного дождливое, температура часто превышает 35 °С. Зимой часто бывает отрицательная температура и ночные заморозки. Годовое количество осадков — 700—900 мм.

## Население
Население коммуны на 2010 год составляло 367 человек.
| 1962 | 1968 | 1975 | 1982 | 1990 | 1999 | 2010 |
| ---- | ---- | ---- | ---- | ---- | ---- | ---- |
| 458  | 390  | 336  | 306  | 319  | 331  | 367  |

## Администрация
| Период | Период | Фамилия        | Партия | Примечания |
| ------ | ------ | -------------- | ------ | ---------- |
| 2001   | 2020   | Андре Маркиссо |        |            |

## Экономика
В 2010 году среди 216 человек трудоспособного возраста (15—64 лет) 164 были экономически активными, 52 — неактивными (показатель активности — 75,9 %, в 1999 году было 70,4 %). Из 164 активных жителей работали 151 человек (80 мужчин и 71 женщина), безработных было 13 (4 мужчины и 9 женщин). Среди 52 неактивных 22 человека были учениками или студентами, 20 — пенсионерами, 10 были неактивными по другим причинам.